# Лонцен
Лонце́н (нем. и фр. Lontzen, валлон. Lonzene) — коммуна в Валлонии, расположенная в провинции Льеж, округ Вервье. Принадлежит Немецкому языковому сообществу Бельгии. На площади 28,73 км² проживают 5071 человек (плотность населения — 177 чел./км²), из которых 49,87 % — мужчины и 50,13 % — женщины. Средний годовой доход на душу населения в 2003 году составлял 10 614 евро.
Почтовые коды: 4710, 4711. Телефонный код: 087.